# Buscant un final feliç
Buscant un final feliç (títol original en anglès, Not Another Happy Ending) és una pel·lícula de comèdia romàntica britànica del 2013 dirigida per John McKay, protagonitzada per Karen Gillan, Stanley Weber i Freya Mavor. Produïda per Claire Mundell i Wendy Griffin, i escrita per David Solomons, la pel·lícula es va estrenar al Festival Internacional de Cinema d'Edimburg el 30 de juny de 2013. S'ha doblat al català oriental per TV3, i al valencià per a À Punt.

## Repartiment
- Karen Gillan com a Jane Lockhart
- Stanley Weber com a Tom Duvall
- Iain De Caestecker com a Roddy
- Freya Mavor com a Nicola Ball
- Amy Manson com a Darsie
- Gary Lewis com a Benny Lockhart
- Kate Dickie com a Anna le Fevre
- Henry Ian Cusick com Willie Scott
- Matilda Thorpe com a Andrea